# Hot Springs (Wirginia)
Hot Springs – jednostka osadnicza w Stanach Zjednoczonych, w stanie Wirginia, w hrabstwie Bath.